# Centre d'études et de recherches internationales de l'Université de Montréal
 (août 2025).
Le Centre d'études et de recherches internationales de l'Université de Montréal (CÉRIUM) regroupe près de 250 chercheurs répartis dans 18 unités de recherche au sein de l’Université de Montréal.
Créé en avril 2004, il est dirigé par Frédéric Mérand depuis le 1er mai 2013. 
Les directeurs scientifiques successifs ont été François Crépeau (2004-2009), Jean-Philippe Thérien (2006-2008, par intérim), Éric Montpetit (2008-2009, par intérim) et Karim Benyekhlef (2009-2012). Jean-François Lisée a été chef de la direction de 2004 à 2012.

## Mission
Lors de la conférence annuelle du 9 septembre 2013, le directeur du CÉRIUM, Frédéric Mérand, a décrit le centre comme un « laboratoire de la mondialisation ».
Le Cérium a en effet pour mission de favoriser le développement des connaissances sur les questions internationales. Cette mission s’accomplit à travers des activités de recherche, de formation et de vulgarisation.  
Ses principaux axes de recherche sont la gouvernance mondiale, la paix et la sécurité ; les défis de la mondialisation et du développement économique ; la diversité, l'identité et les transferts culturels. 

## Principales activités
Le Cérium organise des activités variées : conférence annuelle, séminaires, cours de maître, colloques, écoles d’été. Ces activités s’adressent à la communauté universitaire ainsi qu’à toute personne et organisation intéressées par les études internationales contemporaines. 
De plus, le centre produit Planète Terre, une émission web hebdomadaire d’analyse et de décryptage de l’actualité internationale.  

## Équipe
Le Cérium réunit une équipe multidisciplinaire de chercheurs de haut niveau spécialisés dans l’étude des questions internationales. Il accueille également des doctorants, des stagiaires postdoctoraux, des chercheurs invités et des membres associés.  
Le Cérium est géré par un conseil d’orientation, un comité scientifique et une équipe permanente. Les membres représentent la société civile dans les activités de recherche. 

## Conseil d'orientation
Président 
- Pierre Marc Johnson[2]

Membres externes 
- Michel Audet
- Michèle Boisvert
- Louise Fréchette

Représentants de l'Université 
- Hélène David
- Gérard Boismenu
- Guy Lefebvre
- Karimn Benyekhlef
- Jane Jenson

Membres honoraires 
- Lucien Bouchard
- Raymond Chrétien

## Membres
- Jean-Frédéric Légaré-Tremblay[3]
- John Parisella
- Raymonde Provencher
- Ben Rowswell
- Hugo Séguin
- Christos Sirros
- Laure Waridel

## Unités de recherche
- Centre canadien d'études allemandes et européennes (CCEAE)
- Centre d'études de l'Asie de l'Est (CETASE)
- Centre d’études sur la paix et la sécurité internationale (CEPSI-CIPSS)
- Centre d’excellence sur l’Union européenne (CEUE-EUCE)
- Centre de recherche sur les politiques et le développement social (CPDS)
- Centre international de criminologie comparée (CICC)
- Chaire d'études politiques et économiques américaines (CEPEA)
- Chaire d'études du Mexique contemporaine (CEMC)
- Chaire d'études de la France contemporaine (CEFC)
- Chaire de recherche du Canada en citoyenneté et gouvernance (CCCG)
- Chaire de recherche du Canada en étude du pluralisme religieux (CCEPR)
- Chaire de recherche du Canada sur les identités juridiques et culturelles nord-américaines et comparées (CINAC)
- Groupe de recherche sur les interventions militaires et humanitaires (GRIMH)
- Groupe de recherche sur les institutions et les mouvements sociaux (GRIMS)
- Pôle de recherche sur l’Inde et l’Asie du Sud (PRIAS)
- Réseau d’études sur l’Amérique latine (RÉAL)
- Réseau d’études des dynamiques transnationales et de l’action collective (REDTAC)
- Réseau francophone de recherche sur les opérations de paix (ROP)